# Robert Hales
Robert Hales (...) è un regista inglese, saltuariamente lavora anche come grafico di design.

## Video musicali
| Anno | Artista                     | Video                                      |
| ---- | --------------------------- | ------------------------------------------ |
| 1999 | Stone Temple Pilots         | Down                                       |
| 2000 | Nine Inch Nails             | Starsuckers, Inc.                          |
| 2000 | Richard Ashcroft            | Money to Burn                              |
| 2000 | Black Rebel Motorcycle Club | Love Burns                                 |
| 2003 | Stereophonics               | Madame Helga                               |
| 2003 | Kid Rock                    | You Never Met a Motherfucker Quite Like Me |
| 2005 | The Veronicas               | Everything I'm Not                         |
| 2005 | Fort Minor                  | Petrified                                  |
| 2006 | Craig David                 | Unbelievable                               |
| 2006 | Gnarls Barkley              | Crazy                                      |
| 2006 | Gnarls Barkley              | Smiley Faces                               |
| 2006 | Jet                         | Put Your Money Where Your Mouth Is         |
| 2006 | Snow Patrol                 | "Open Your Eyes"                           |
| 2007 | Justin Timberlake           | LoveStoned                                 |
| 2007 | Kings of Leon               | Charmer                                    |
| 2007 | OneRepublic                 | Apologize                                  |
| 2008 | Jonas Brothers              | When You Look Me in the Eyes               |
| 2008 | Britney Spears              | Break the Ice                              |
| 2008 | N.E.R.D                     | Spaz                                       |
| 2008 | Shwayze                     | Buzzin'                                    |
| 2008 | Delta Goodrem               | In This Life                               |
| 2008 | Robin Thicke                | Magic                                      |
| 2009 | Demi Lovato                 | Don't Forget                               |
| 2009 | Jeffree Star                | Get Away With Murder                       |
| 2009 | Janet Jackson               | Make Me                                    |
| 2010 | Miley Cyrus                 | Can't Be Tamed                             |
| 2010 | Miley Cyrus                 | Who Owns My Heart                          |

- Dead Inside dei Muse (2015)
- Let's Not Be Alone Tonight dei |R5 (2015)